# Georgskapelle (Karden)

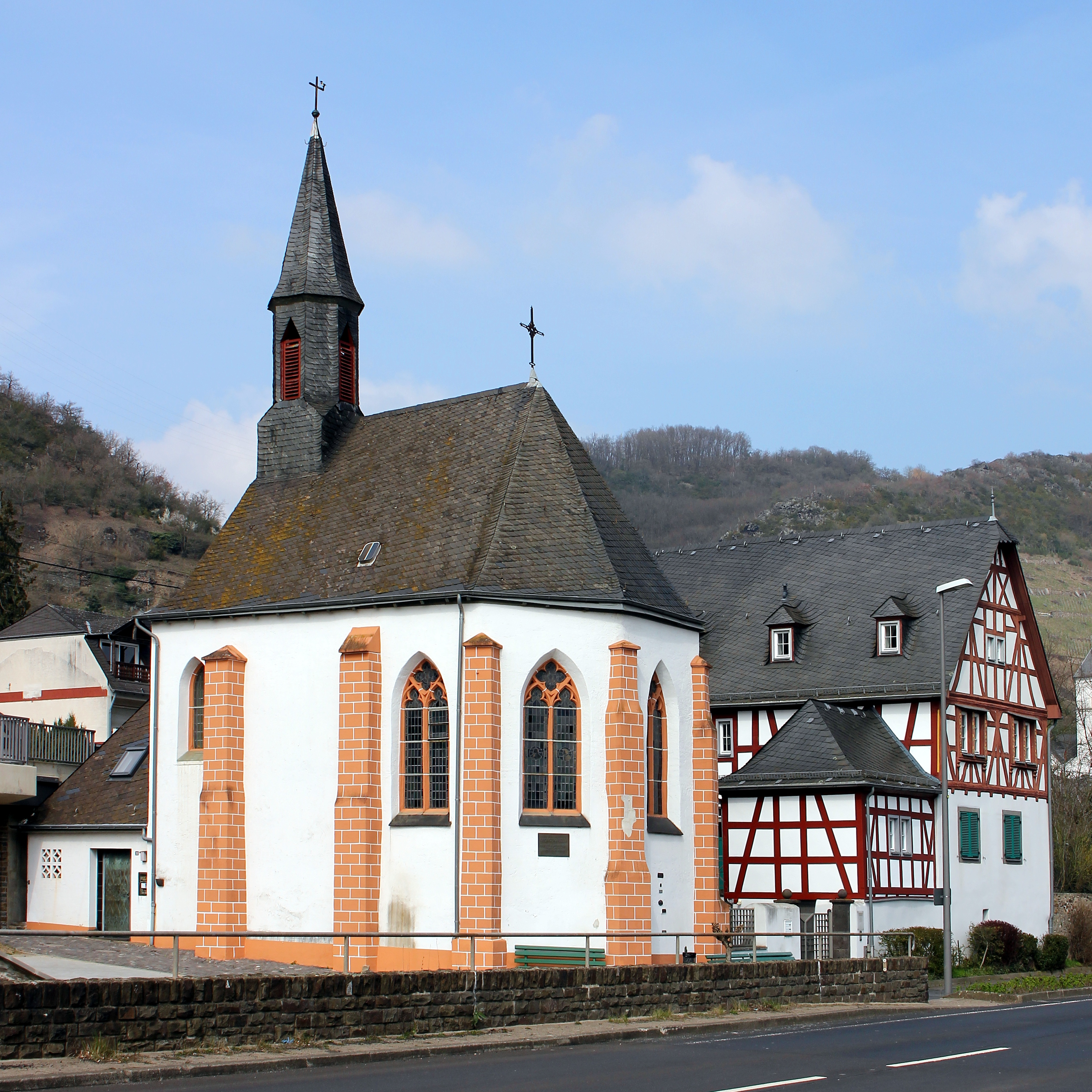
Georgskapelle, daneben das Wohnhaus der Unteren Klause, 1685 erbaut

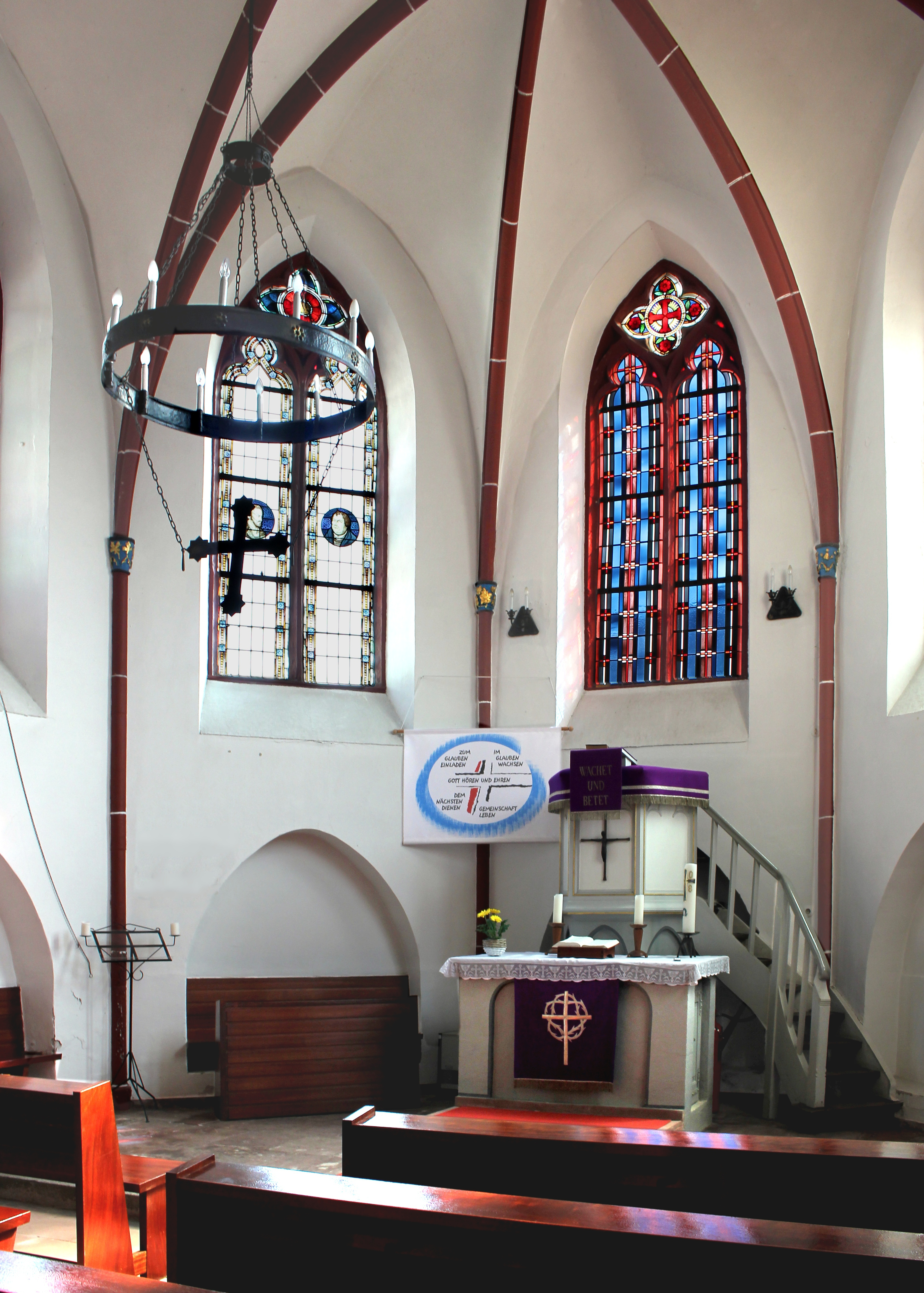
Chor der Kapelle

Die Georgskapelle in Karden wurde um 1340 erbaut und gehörte zum Stift St. Castor von Karden. Sie war ein Teil der 1318 gestifteten „Unteren Klause“ an der Moselstraße, die sechs Frauen zur Verfügung stand. Nach der Säkularisierung der Klöster wurde die Kapelle 1805 profaniert und nach rund 50-jähriger Zweckentfremdung 1856 zur evangelischen Kirche umgebaut und gehört jetzt zur Kirchengemeinde Cochem im Kirchenkreis Koblenz der Evangelischen Kirche im Rheinland.

## Ursprung der Kapelle
Propst Heinrich von Pfaffendorf (1305–1334) vermachte dem Stift St. Castor Vermögen, mit dem wahrscheinlich die Kapelle der Unteren Klause finanziert werden sollte. Das im Verhältnis zu seiner Höhe sehr kurze Bauwerk war zur Zeit seiner Erbauung wahrscheinlich wesentlich länger. Bei der Katasteraufmessung 1832 wurde festgestellt, dass es wahrscheinlich in Verbindung mit der Profanierung auf die Länge von etwa zwölf Metern gekürzt und gleichzeitig auch das durch eine Flachdecke ersetzte Gewölbe herausgebrochen wurde. Danach diente die Kapelle als Pferdestall.

## Evangelische Kirche
In den Jahren 1846/47 bildete sich in Karden eine kleine evangelische Gemeinde, die für kurze Zeit ihre Gottesdienste in einem Privathaus hielt. Nachdem dieser Raum gekündigt worden war, bot ihr die Preußische Staatsregierung die zu dieser Zeit in ihrem Besitz befindliche Georgskapelle an der Ecke von heutiger St.-Georgs-Straße und Moselstraße für 2400 Mark zum Kauf an.
Zehn Jahre später wurde das im Stil der Gotik erbaute Gotteshaus nach umfangreicher Erneuerung 1857 als evangelische Kirche eingesegnet. 1908/1909 folgte eine grundlegende Restaurierung.
Der Chor mit Dreiachtelschluss ist zur Mosel hin bzw. nach Osten ausgerichtet. Die fünf Chorfenster mit Vierpässen über je zwei Dreipässen sind wiederhergestellt. In der hellen Verglasung der vorderen Fenster aus der Zeit um 1900 sind links in kleinen Tondos Philipp Melanchthon und Martin Luther, rechts Johannes Calvin und Friedrich der Weise von Sachsen, ein Förderer Luthers, dargestellt. Ein kleines Spitzbogenfenster an der Südwand ist einfach gestaltet. Spitzbogige Nischen gliedern die Innenwände, im Kirchenschiff 2,30 Meter und im Chor 1,85 Meter hoch. Das erneuerte Kreuzgewölbe dürfte dem ursprünglichen entsprechen. Ein neugotisches Westportal wurde 1888 vermauert und der Eingang an die Südseite verlegt.
Die Kapelle bietet etwa 60 Sitzplätze im Kirchenschiff und einige weitere auf der Orgelempore.
Der alte Dachreiter auf dem Westende des Dachs war abgebrochen worden, der heutige wurde 1909 aufgesetzt. 1956 erhielt die Kapelle einen neuen Dachstuhl und eine neue Schiefereindeckung, 1965 wurde die Sakristei an der Westseite angebaut. Den hohen Kamin an der Südseite, der auf alten Fotos zu sehen ist, gibt es nicht mehr.
Seinen Namen „Georgskapelle“ hat das kleine Gotteshaus wieder seit 1968.

## Glocke der Georgskapelle
Der Lehrer und Heimatforscher Oswald Hennes berichtet in seiner Kardener Geschichte von einer nach 1863 lange anhaltenden Auseinandersetzung darüber, ob es in Karden eine Bürgerglocke gebe oder eine Glocke der katholischen Stiftskirche St. Castor zur Beerdigung eines Protestanten läuten dürfe. Um die Diskussion zu beenden, die sich über 25 Jahre hinzog, erwarb die evangelische Gemeinde am 4. November 1888 eine eigene Glocke.
Gegossen wurde sie von der Glockengießerei Claren in Sieglar. Die Glocke hat einen Durchmesser von 688 Millimetern und ist 170 Kilogramm schwer. Ihre Inschrift lautet: „Jesus Christus gestern und heute und derselbe auch in Ewigkeit“.